# Cayuseponny
Cayuseponnyn är en hästras som utvecklades av indianer i USA under början av 1800-talet. Det är en stark, ganska stor ponny, som tack vare raka kotleder får en mer stillsam och lättriden gång vilket gör den idealisk för barn att rida och även för långritt. 

## Historia
Nästan alla amerikanska hästraser har utvecklats ur de spanska hästar som togs till Nord- och Sydamerika efter Christopher Columbus upptäckt av Amerika. Under conquistadorernas erövringar och koloniseringen togs många spanska hästar och även berberhästar och arabiska fullblod till det som kallades Nya världen. Många av dessa hästar rymde dock eller släpptes helt enkelt fria och förvildades för att bilda olika raser av vildhästar t.ex. Mustangen. 
En del vildhästar fångades in av amerikanska bönder eller av urinvånarna, indianerna. Under slutet av 1700-talet kallades alla indianstammarnas hästar för cayusehästar men cayuseponnyn är en egen distinkt ras som utvecklades av indianerna och som dessutom har influenser av franska hästar som fördes till Kanada under 1600-talet och som sedan fördes in i USA. Med hjälp av dessa utvecklade cayuseindianerna en egen ras genom strikt selektiv avel under början av 1800-talet. Både de spanska och franska hästarna kom i olika färgställningar och den franska hästen hade en tendens att bli tigrerad eller skäckfärgad och indianerna kunde definitivt avla fram hästar med många olika färgställningar och mönster. Det sägs även att ordet indianhäst som man ibland kallar fläckiga hästar kommer från just cayuseindianernas ponnyer som var så färggranna. Konstnären Frederic Remington förklarade dock att efter sina observationer av vildhästar och då även cayuseindianernas hästar som han oftst målade av så verkade det som att cayuseponnyerna oftast var olika varianter av skimmel.
Efter att indianstammarna allt mer försvann så blev cayuseponnyn en ras som oftast syntes hos privata uppfödare, främst i Kalifornien, där de flesta exemplar av rasen finns än idag. Men rasen är väldigt ovanlig och hotad av utrotning. Uppfödare och entusiaster av rasen har satsat mycket på att återuppföda stammarna men för ett tiotal år sedan förlorades nästan 100 hästar på grund av giftbesprutning i deras betesmarker. 
Idag arbetar Wild Horse Research Center i Kalifornien med att återuppföra rasen och för några år sedan donerade de en cayuseponny till Lexington Horse Park i Kentucky i hopp om att fler ska upptäcka rasen. Centret har även upprättat en stambok för andra vilda hästar och ponnyer som har Berberblod i sig och en tam hjord på en gård där man årligen föder upp föl och för strikta protokoller för att kunna etablera rasen.

## Egenskaper
Cayuseponnyerna är kraftiga och ganska stora ponnyer som är starka och ger ett muskulöst intryck. Kotlederna på ponnyerna är ganska rakt ställda ner mot hoven vilket gör att hästarnas gång inte är lika gungande eller stötiga som hos andra raser vilket gör hästen bekväm och lätt att rida. Ponnyerna har långa underben vilket även det bidrar till deras jämna gång. 
Ponnyerna är kraftigt byggda med ett ganska stort huvud, rak nosprofil och kraftig, men ganska lång hals. Deras utveckling som halvvilda eller vilda hästar har gjort dem sunda och härdiga och de klarar sig på lite foder.